# Župnija Poljane nad Škofjo Loko
Župnija Poljane nad Škofjo Loko je rimskokatoliška teritorialna župnija Dekanije Škofja Loka Nadškofije Ljubljana. Farna cerkev sv. Martina, škofa, delo arhitekta Gregorja Mačka je bila med drugo svetovno vojno poškodovana zaradi miniranja, kasneje pa - leta 1954 - do konca porušena. Čez desetletja so na novi lokaciji ob izrednem zavzemanju župnika Mira Bonča začeli graditi novo cerkveno stavbo v modernem slogu (arhitekt Bitenc). Temeljni kamen je bil položen leta 1965. Umetniško jo je opremil duhovnik in akademski slikar Stane Kregar.

### Farne spominske plošče
V župniji so postavljene Farne spominske plošče, na katerih so imena vaščanov iz okoliških vasi (Gaberška gora, Gora, Log, Poljane, Sveti križ in Volča) ki so padli nasilne smrti na protikomunistični strani v letih 1941-1945. Skupno je na ploščah 60 imen.